# Liste der Einträge im National Register of Historic Places in der City and Borough of Sitka
Die Liste der Registered Historic Places in Sitka führt alle Bauwerke und historischen Stätten in der City and Borough of Sitka im US-Bundesstaat Alaska auf, die in das National Register of Historic Places aufgenommen wurden.

## Sitka
- Alaska Native Brotherhood Hall
- American Flag Raising Site
- Cable House and Station
- Emmons House
- Hanlon-Osbakken House
- Mills House
- Murray Apartments and Cottages
- Old Sitka Site
- Russian Bishop’s House
- Russian-American Building No. 29
- See House
- Sheldon Jackson School
- Sitka National Historical Park
- Sitka Naval Operating Base and U.S. Army Coastal Defenses
- Sitka Pioneers’ Home
- Sitka U.S. Post Office and Court House
- St. Michael’s Cathedral
- St. Peter’s Church
- U.S. Coast Guard and Geodetic Survey Seismological and Geomagnetic House
- W. P. Mills House
- Lutheran Church of New Archangel Site
- Sitka Community College Building